# Ero guro

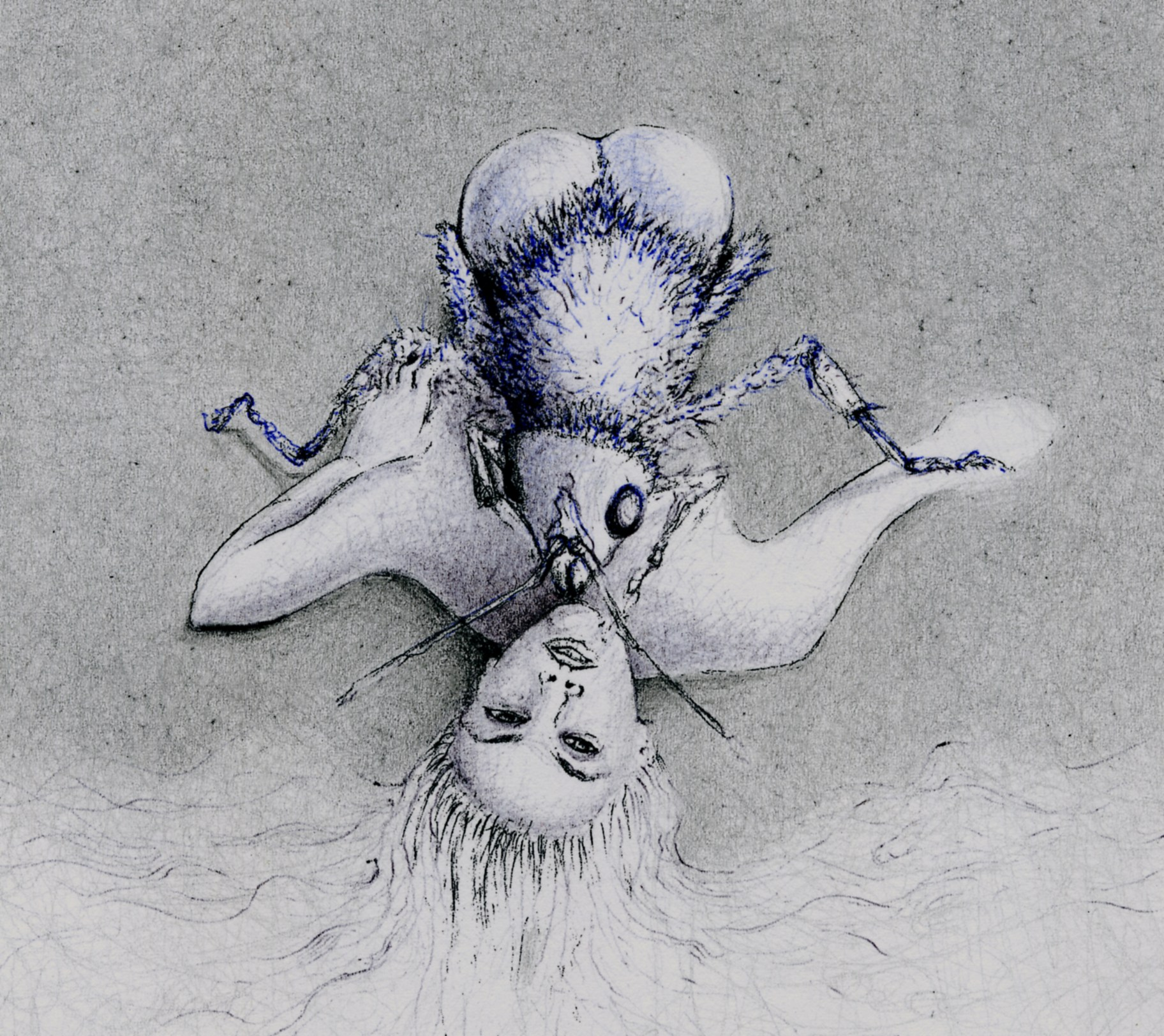
Réalisation influencée par l'ero guro.

L'ero guro nansensu, fréquemment écourté ero guro (エログロ, ero-guro) est un mouvement artistique et littéraire japonais apparu vers 1930, combinant l'érotisme à des éléments macabres et grotesques dont la paternité est attribuée à l'auteur Edogawa Ranpo avec des romans ou nouvelles comme La Bête aveugle, L'Île panorama, La Chenille ou La Chaise humaine. 
Certains artistes de ce mouvement revendiquent cependant l'influence de Georges Bataille ou du marquis de Sade, ce qui démontre la dimension internationale du genre.

## Arts visuels
Le cinéma s'est emparé de ce mouvement, notamment les réalisateurs Noboru Tanaka, Shūji Terayama et Teruo Ishii.
En bande dessinée, l'œuvre de Suehiro Maruo, d'une poésie très crue influencée par Edogawa Ranpo, dont il a adapté La Chenille et L'Île Panorama, les mangas de Shintarō Kago, ainsi que certaines œuvres de Hideshi Hino appartiennent à ce courant.

## Musique
Quelques groupes japonais de visual kei tels que Cali≠gari se réclament de ce mouvement[réf. nécessaire]. 